# 利耶盧佩河
利耶盧佩河 是一条位于拉脱维亚的河流，位於該國中部，河道全长119公里。其流域的面积为17600平方公里，平均流速为106m³/ s，洪水期间最高可达到1380m³/s。由內穆內利斯河和穆沙河匯流而成，河水主要來自雨水和融雪，最終注入里加灣，每年十二月至翌年三月結冰。

## 外部連結
- Information about Lielupe river basin （页面存档备份，存于）

57°00′31″N 23°55′59″E / 57.00861°N 23.93306°E